# Cicogni
 (novembre 2014).
Cicogni est un frazione de la commune de Pecorara (province de Plaisance), dans la région d'Émilie-Romagne, située à environ 40 km au sud de Plaisance.

## Histoire
Charles Athanase Walckenaer, dans son ancienne Géographie historique et comparée des Gaules, identifie Cicogni avec le fond Siconianus mentionné dans la Table alimentaire de Trajan, trouvé en 1747 dans Veleia. En effet Cicogni était une possession de l'abbaye de Bobbio, établie par saint Colomban en 614 ; en 1420 il fait partie de la duché de Milan et, en 1545, de la duché de Parme et Plaisance. En 1748, en raison du traité d'Aix-la-Chapelle, il s'est trouvé à la frontière avec le royaume de Sardaigne : par conséquent, elle avait une douane, une prison et une petite garnison pour  surveiller la frontière et sur la pratique illégale de la contrebande. Pour résoudre ces problèmes, les deux États voisins en 1766 a signé un accord formel où Cicogni est nommé comme douane ducal. Dans les années 1860 elle a été rattachée au royaume d'Italie, par l'annexion du duché.
En 1943-1945, au cours de la Seconde Guerre mondiale, certains  partisans ont été tués par  nazis autour et dans le village même. L'un d'eux, Mario Busconi (tués sur le chemin qui mène au cimetière), a reçu la médaille de bronze de la Valeur militaire.

## Tourisme
Cicogni est connu pour son traditions, en particulier sur le début du printemps, célébrée par une fête de ses propres dans les premiers jours de Mai.
Il est également réputé pour la randonnées magnifiques dans son forêts, plein de champignons, châtaigniers et une grande variété de flore et faune (notamment chevreuils, sanglier et renards): d'ailleurs, ici il est possible de déguster les plats traditionnels de la province de Plaisance.
Le village a sa propre Pro Loco, dont la cible est l'embellissement et à la promotion de la place, avec la commune de Pecorara.

## Monuments

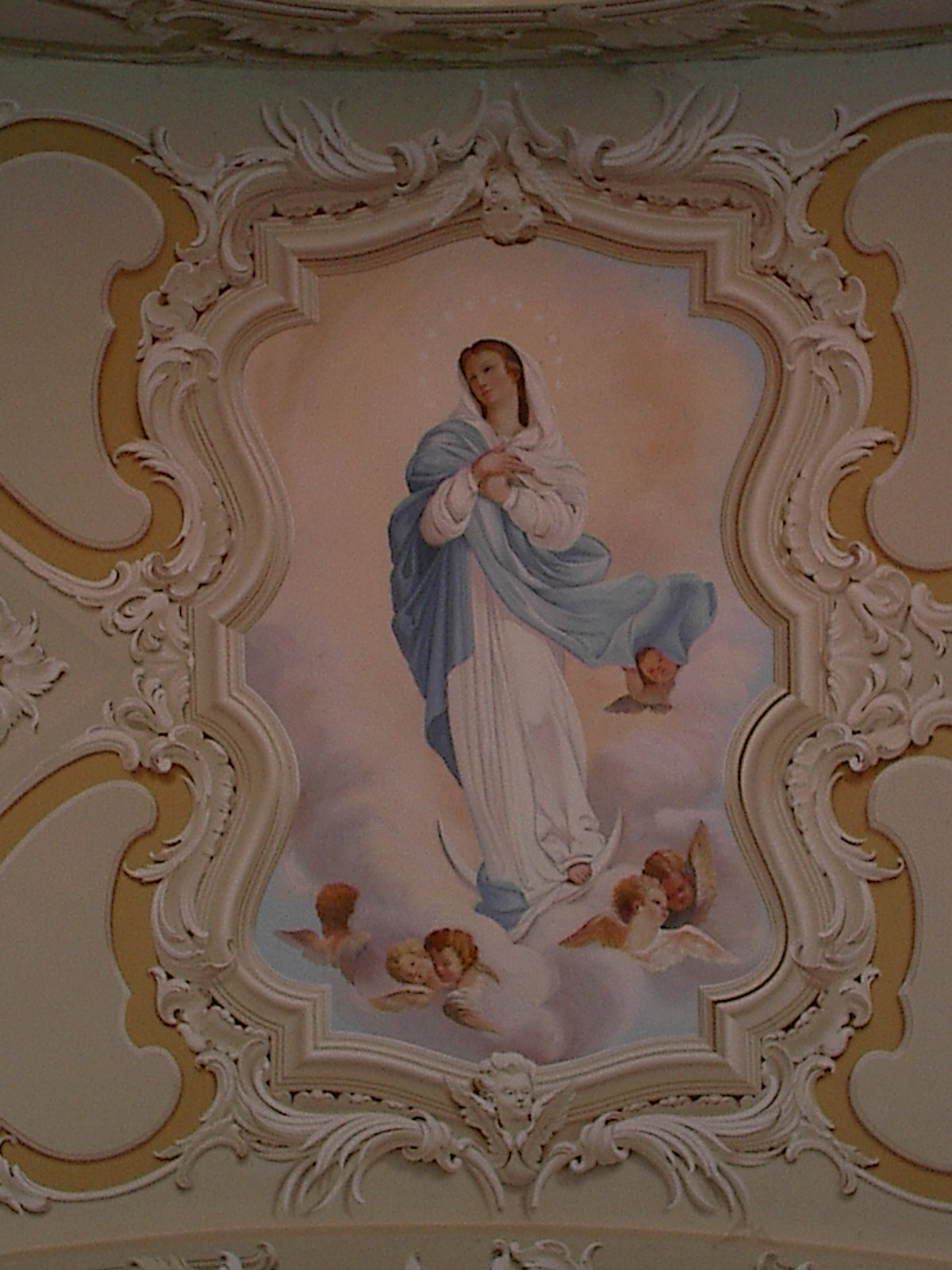
L'Assomption de Marie. Fresque de A. Capelli dans le plafond du nef

L'église locale : construite en 1812 (sur les ruines de l'ancienne, construite au XVe siècle), elle a une façade de pierre qui cache l'intérieur, peint à la Rococo style par Angelo Capelli.